# Poronienie nawykowe
Poronienie nawykowe (łac. abortus habitualis) – trzecie i każde kolejne poronienie występujące u tej samej kobiety. Można  podzielić je na: nawykowe poronienia wczesne (do 12. tygodnia ciąży) oraz nawykowe późne (powyżej 12. tygodnia ciąży).

## Przyczyny
Etiologia poronień nie jest do końca znana. W 40-70% wczesnych poronień przyczyną są wady rozwojowe zarodka. Często połączone są ze zwyrodnieniowymi zmianami trofoblastu.

## Leczenie poronień nawykowych
Na początku wyjaśnia się przyczynę tych poronień. Zostaje wdrożone leczenie choroby zasadniczej (która wpływała na utrzymanie ciąży) czy zmian miejscowych (macica, drogi rodne kobiety).

## Monitorowanie wczesnej ciąży u kobiet z poronieniami nawykowymi
Ustalenie przyczyny poronień nawykowych nie zawsze jest możliwe. Niezależnie od przyczyny uprzednich poronień, każda następna ciąża wymaga szczególnej opieki. Kobieta powinna zgłosić się do lekarza już dwa tygodnie po spodziewanej miesiączce. Pomiary podstawowej ciepłoty ciała pozwalają na bardzo wczesne wykrycie ciąży. Prognostycznie dobrym objawem jest podwojenie wartości hCG w ciągu 2–3 dni, przy czym należy pamiętać, że wzrost hCG we wczesnej ciąży jest bardzo gwałtowny. Kontroluje się stężenie progesteronu oraz we wczesnej ciąży duże znaczenie na badanie USG. Połączenie ultrasonografii i seryjnego oznaczania hCG pozwala na wczesne wykrycie nieprawidłowego rozwoju lub śmierci płodu.